# Кжиштоф (Корчак) Ейсман
Кжи́штоф (Ко́рчак) Е́йсман (пол. Krysztof Jesman, біл. Крыштап Есьман; ?-1697) — шляхтич, дворянського кола-герба Корчак з роду Ейсманів. Державний діяч Великого князівства Литовського, комендант замкової залоги, віштенецький староста, каштелян Мінський (1697 року).

## Короткі відомості
Кжиштоф (Корчак) Ейсман був з дворянського роду Ейсманів, які стояли за гербом Корчак. Йому ще замолоду була уготована участь в облаштуванню рідної округи. Цей дворянин пройшов усі щабелі королівської служби: від містечкового військового очільника, згодом королівського поручника, потім був призначений комендантом замкової залоги в містечку Біржай — де доволі успішно боронив найпівнічніші терени Речі Посполити. За його військові заслуги, було відмічено й направлено до рідних округ старостувати — в 1669 році він став віштенецьким старостою, а згодом дослужився до королівського намісництва (каштелянство в Мінську), і наприкінці того ж, 1697 року, повернувся до старостинства. Разом з дружиною виховував 3-ох синів та дочку — Кжиштофа, Домініка, Францішека і Констанція (вийшла заміж за відомого польського зодчого — Домініка Присецького). В народі його нарекли Кжиштофом (Корчак) Ейсманом, оскільки він мав відомого родича і повного тезку Кжиштофа Ейсмана.